# Desiderio Navarro
Desiderio Navarro (Camagüey, 13 mei 1948) is een Cubaans criticus en onderzoeker van kunst, literatuur en andere cultuur.

## Loopbaan
Rond het midden van de jaren zestig verschenen zijn eerste artikelen en studies in verschillende Cubaanse en buitenlandse tijdschriften over literatuur, beeldende kunst, esthetica en in de cultuurwetenschappen.
Uiteindelijk zijn artikelen van zijn hand verschenen in tijdschriften en kranten in Noord- en Latijns-Amerika en Europa. Ook was hij tientallen malen gastdocent aan allerlei universiteiten en instituten ter wereld en hij organiseert zelf ook geregeld debatten tussen internationale sprekers. Zijn boeken zijn in meer dan tien talen verschenen.
Daarnaast is hij redacteur en maker van het vooraanstaande blad Criterios, waarin hij belangrijke essays uit allerlei talen bij elkaar brengt over esthetiek, literatuur, kunst en cultuur. Zelf schrijft hij ook kritische essays.

## Erkenning
In 1996 kreeg Navarro een Guggenheim-studiebeurs toegekend. Verder kende het Prins Claus Fonds hem tot tweemaal een studiebeurs toe, in 1999 en 2005, om zijn project Criterios voort te kunnen zetten.
Verder ontving hij de volgende prijzen (de namen zijn in de meeste gevallen vertalingen):
- 1985: Kritiekprijs van Beeldende Kunst van Salón, (UNEAC, Unie van schrijvers en kunstenaars van Cuba)
- 1983 en 1988: Kritiekprijs Literatuur Mirta Aguirre
- 1986 en 1991: Vertaalprijs (UNEAC)
- 1987: Kritiekprijs, Ministerie van Cultuur
- 1988: Reden van Bestaan-prijs van het cultureel centrum Alejo Carpentier
- 1989: Vertaalprijs van het cultureel centrum Juan Marinello
- 1989: Orde van Culturele Verdienste, Volksrepubliek Polen
- 1995: Prijs voor de loopbaan in kritiek, Argentijnse vereniging voor kunstkritiek
- 2003: Medaille Alejo Carpentier van de Staatsraad van Cuba
- 2006: Nationale redactieprijs van het Cubaans Instituut van het Boek
- 2009: Prins Claus Prijs